# أليكسيا ديلغادو
أليكسيا ديلغادو (بالإسبانية: Alexia Delgado) (9 ديسمبر 1999 في المكسيك - ) هي لاعبة كرة قدم مكسيكية في مركز الوسط.

## وصلات خارجية
- أليكسيا ديلغادو على موقع بطولة كرة القدم المكسيكية للسيدات (الإسبانية)
- أليكسيا ديلغادو على موقع إي إس بي إن إف سي (الإنجليزية)
- أليكسيا ديلغادو على موقع قاعدة بيانات كرة القدم.إي يو (الإنجليزية)
- أليكسيا ديلغادو على موقع Soccerway.com (الإنجليزية)
- أليكسيا ديلغادو على موقع اللجنة الأولمبية الدولية (الإنجليزية)